# Pyraminx

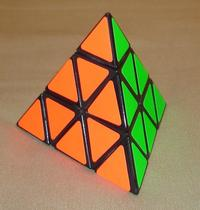
Een opgeloste Pyraminx.

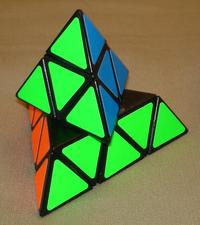
Een gedraaide Pyraminx.

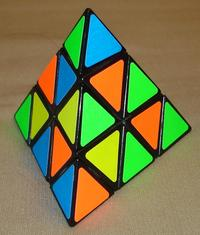
Een onopgeloste Pyraminx.

De Pyraminx (ook bekend als Pyramix) is een variant op de Rubiks kubus in de vorm van een tetraëder. De puzzel is bedacht door Uwe Mèffert.
Het huidige wereldrecord voor het oplossen van een Pyraminx is 0,75 seconden, en staat op naam van Elijah Brown uit de Verenigde Staten.